# 全缘贯众
全缘贯众（学名：Cyrtomium falcatum），又名全缘贯众蕨，为鳞毛蕨科贯众属下的一个种。其根莖短、直立，葉为厚草質、披針形，羽片为全緣，但也有波狀緣。它生活在海岸及中海拔的山地地区，分布于东亚的中国、日本、韓國以及东南亚的越南。